# Parque da Represa (São José do Rio Preto)
O Parque da Represa Municipal é o mais importante parque urbano de São José do Rio Preto, Estado de São Paulo. Foi inaugurado em 1º de outubro de 1955 e é considerado o cartão postal da cidade.
Administrado pela Secretaria do Meio Ambiente da Prefeitura de São José do Rio Preto, sua represa é responsável pelo abastecimento de 20% a 25% da água que chega aos moradores do município, após tratamento no Palácio das Águas.
O local conta com uma pista de caminhada com 2,7 mil metros lineares, equipamentos de ginástica para alongamento e musculação e quiosques destinados ao lazer de famílias e crianças em excursões escolares.
Mais de dez espécies de animais silvestres, mamíferos e peixes e uma grande diversidade de algas e plantas que compõem o ecossistema do parque.
Em 2007, com 5.114 votos, a Represa Municipal foi eleita uma das sete maravilhas de São José do Rio Preto. A fonte luminosa musical instalada em suas águas é a segunda maior do país, só é menor que a do Parque do Ibirapuera, em São Paulo. O enfeite possui mais de 30 jatos de água com alcance de aproximadamente 15 metros de altura.

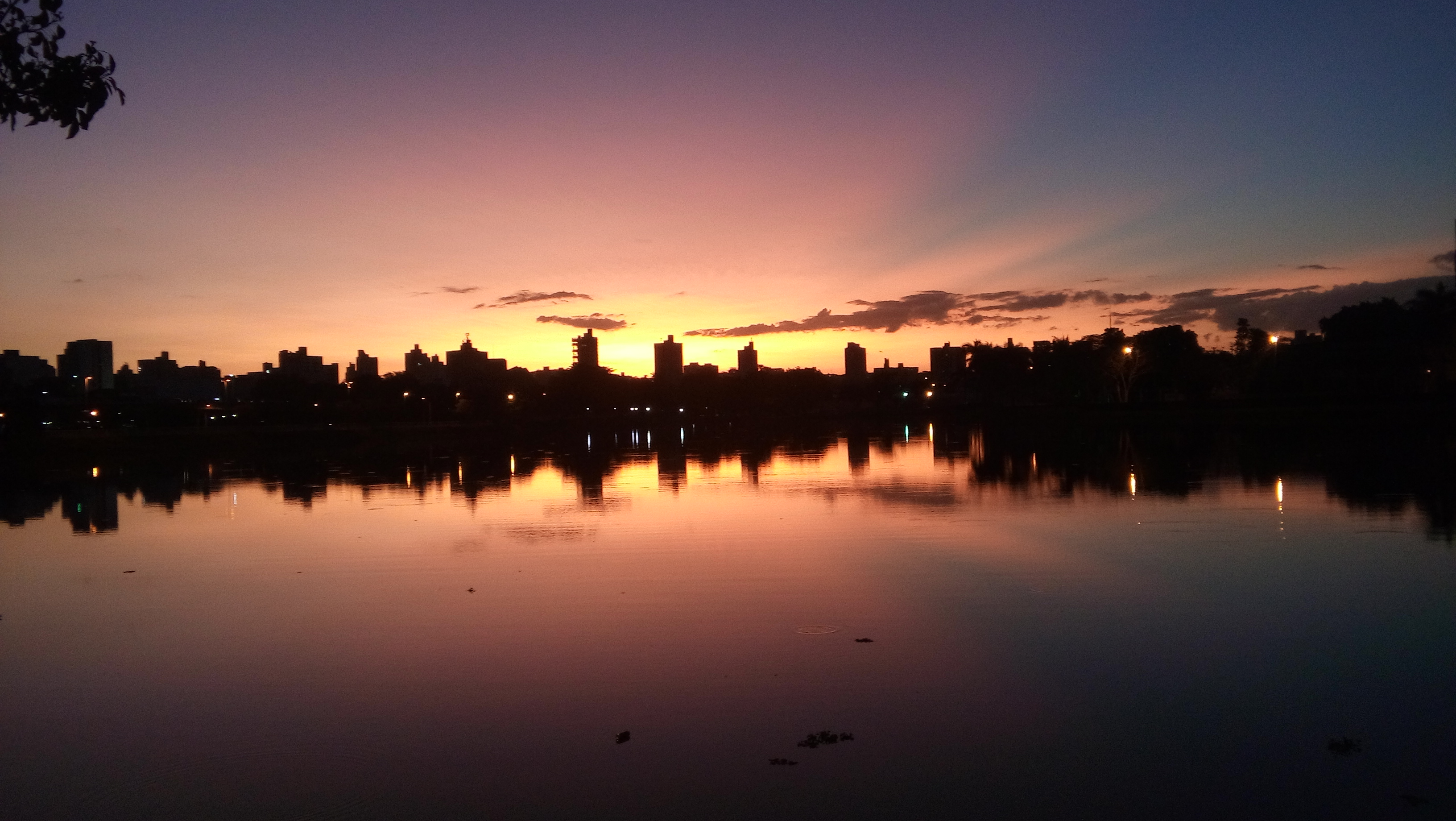

## Represa Municipal de São Jose do Rio Preto
Em 1944, teria ocorrido um episódio envolvendo o interventor federal Fernando Costa e a primeira-dama rio-pretense Chiquinha Domingues, mulher do prefeito Ernani Pires Domingues, quando ela serviu a ele um copo de água da torneira. Assustado como a cor vermelha da água, o governador foi surpreendido por ela que lhe disse, categoricamente: "essa é a água que o povo de Rio Preto bebe".
Diante disto, Fernando Costa teria prometido verbas para que o tratamento de água em São José do Rio Preto fosse iniciado. O dinheiro, no entanto, não veio. Os recursos só chegariam anos mais tarde, em 1948, quando Cenobelino de Barros Serra se tornaria o primeiro prefeito eleito pelo voto direto. Para construir o Palácio das Águas e a Represa Municipal os prefeitos Cenobelino e Philadelpho Gouvêa Netto enfrentaram vários problemas políticos e financeiros. No setor econômico, buscaram empréstimos e quase privatizaram novamente os serviços. Por outro lado, o vereador Felippe Lacerda tinha oposição ferrenha ao local escolhido para receber a estação de tratamento, afirmando, constantemente, que as máquinas seriam alvo das enchentes do córrego Canela. Cenobelino então começou as obras da Represa Municipal e da estação de tratamento, que foram inauguradas no dia 1º de outubro de 1955, no governo de Philadelpho Gouvêa Netto. 

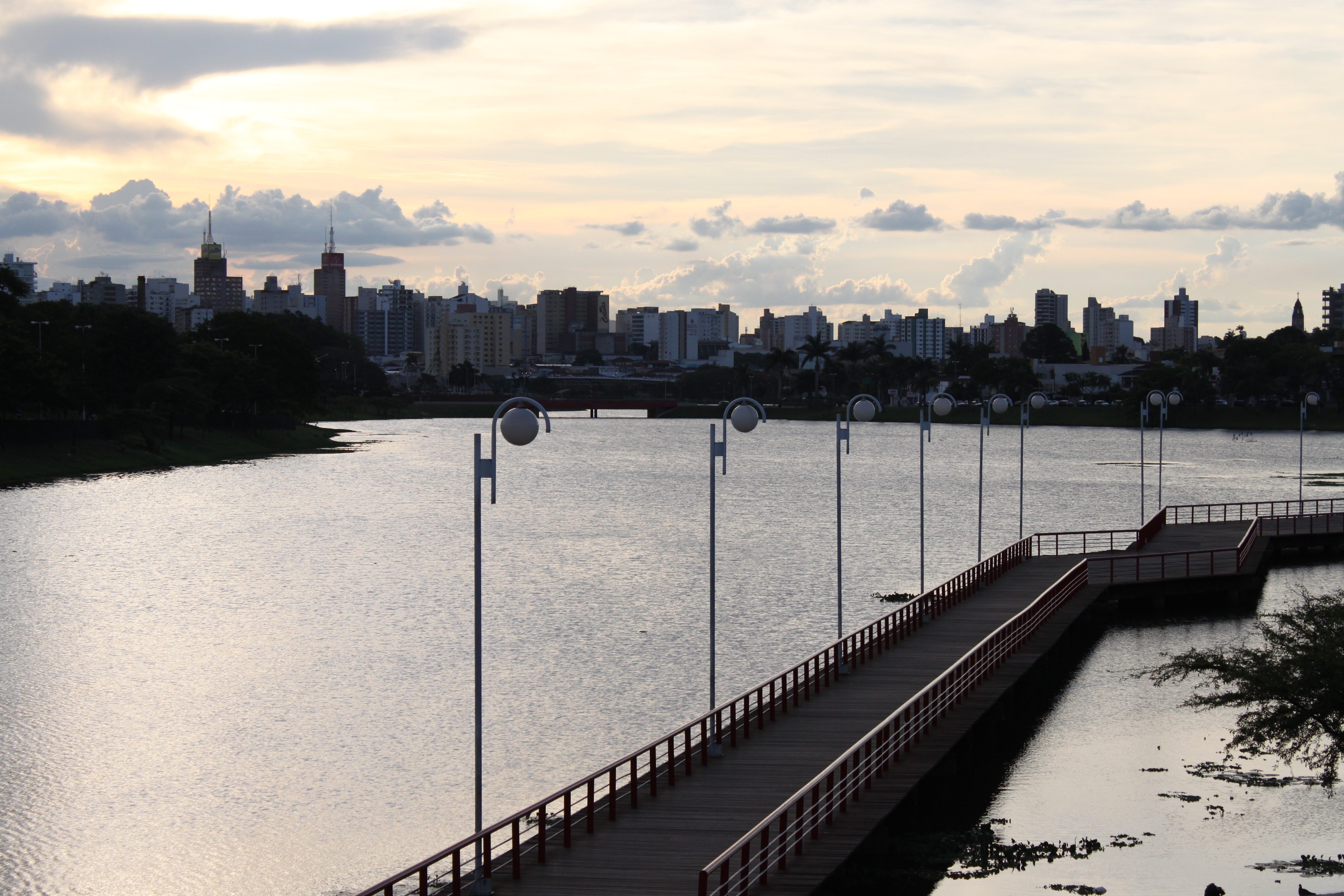
Vista do Parque da Represa.

A entrada em funcionamento da estação de tratamento e a consequente captação de água da represa permitiram ao município mais qualidade no serviço de abastecimento. Mas o crescimento desordenado colocou o serviço municipal de água novamente em xeque. Se no passado o manancial era vítima do grande volume de terra das lavouras carreado pelas chuvas, as décadas de urbanização e avanço imobiliário no município se encarregaram de minar aos poucos a frágil vida aquática, desprovida de mata ciliar. A Represa Municipal encolheu em 42,6% a sua capacidade de armazenamento de água desde 1955, quando foi criada.
No relatório sobre estudo de urbanização da cidade realizado no ano de 1958 pelo engenheiro Heitor José Eiras Garcia foi apontado, como uma das principais falhas do planejamento da cidade, a falta de espaços livres públicos. Assim, o engenheiro propôs, no plano de urbanização, a construção de praças e de um parque municipal nos terrenos marginais à represa com atividades voltadas para a população.
Duas décadas após o estudo do engenheiro, o poder público municipal consolida algumas iniciativas a respeito, com a contratação, em 1977, dos arquitetos Jamil José Kfouri e Mithes I. Soares Baffi para realizarem um planejamento paisagístico para São José do Rio Preto. No relatório "Estudo Preliminar das Áreas Verdes e Espaços Abertos de São José do Rio Preto", os arquitetos contemplavam um conjunto de projetos e de medidas de proteção do rio Preto e do córrego Piedade, incluindo o projeto de um parque linear ao longo dos cursos d’água o qual foi melhor detalhado em 1980, por Jamil José Kfouri.
No projeto, a projeção de três lagos: o Lago I, localizado na região do Complexo Swift de Educação e Cultura, do Teatro Municipal Paulo Moura e do Anfiteatro Nelson Castro; o Lago II, que fica junto aos quiosques e principais equipamentos do parque; e o Lago III, posicionado em frente à Avenida Nadima Dahma. 
Em 1988, o parque recebeu significativa revitalização próximo à área da Swift e um novo paisagismo, entre 1990 e 1991.
Em 2011, são implantadas ciclovias e pistas de caminhada ao longo do parque.

## Área
Na dependências do Parque da Represa Municipal encontram-se:
- Anfiteatro Nelson Castro
- Centro Educacional SESI
- Colégio Ressurreição
- Complexo Swift de Educação e Cultura
- Complexo Esportivo Dr.º Wilson Romano Calil
- Teatro Municipal Paulo Moura
- Teatro SESI